# Erik Bohr
Erik Bohr (født 23. juni 1920 i København, død 1. april 1990) var en dansk civilingeniør og industriråd, bror til Hans, Aage og Ernest Bohr.

## Karriere
Han var søn af fysikeren, professor Niels Bohr og hustru Margrethe født Nørlund, blev student fra Sortedam Gymnasium 1938, cand. polyt. 1943 og blev videnskabelig medarbejder hos faderen ved Københavns Universitets Institut for teoretisk Fysik samme år. Dette år måtte familien flygte til Sverige, hvor Erik Bohr blev ansat ved Kungliga Vetenskapsakademiens forskningsinstitut for fysik, Stockholm. Hjemvendt blev han ingeniør ved Løvens kemiske Fabrik 1945, i ingeniørfirmaet Haldor Topsøe 1951, var direktør i A/S Kryolitselskabet Øresund 1956-71 og blev industriråd ved den danske ambassade i London 1972.

## Tillidshverv
Bohr var medlem af bestyrelsen for Eurochemic, Bruxelles 1959-71, for Dansk Ingeniørforenings fabrikingeniørgruppe 1959-60, for Kjøbenhavns Telefon Aktieselskab til 1973, A/S Dagbladet Politiken til 1973, Dansk Salt I/S 1964-71 samt Landsforeningen Dansk Kunsthåndværk til 1972; medlem af minelovskommissionen for Grønland 1960; formand for komitéen til uddeling af Lunningprisen 1961. Han blev medlem af Akademiet for de Tekniske Videnskaber 1962.
Bohr skrev artikler om videnskabelige og tekniske emner inden for radioaktivitet og atomenergi.

## Ægteskaber
Bohr blev gift 1. gang 16. juni 1942 med Ulla Meyer (13. september 1921 i København - 1959), datter af højesteretssagfører Karsten Meyer og hustru Hetty f. Hughes. 
Han ægtede 2. gang 26. august 1960 Ellen Ostenfeld (født 17. juni 1938 i København), datter af prokurist Hans Birger Ostenfeld og Anna Christel Margrethe født Ipsen.